# Computer Music Journal
Compúter Músic Jóurnal — американский научный журнал по тематике, относящейся к сфере компьютерной музыки.
В ежеквартальном журнале Computer Music освещается широкий круг вопросов, связанных с проблематикой цифровой обработки аудио сигналов, а также с различными (как эстетическими, так и технологическими) аспектами современной электронной музыки.
Computer Music Journal основан в 1977 году.
В настоящее время выпускается издательством MIT Press.
Журнал публикуется как в электронном, так и в печатном виде.
В качестве ежегодного приложения к журналу Computer Music издаётся CD / DVD с аудио и видео материалами, отражающими творчество различных артистов, работающих в области компьютерной музыки.